# Леонова, Александра Игоревна
Александра Игоревна Леонова (родилась 2 августа 1990) — российская хоккеистка на траве, защитница клуба «Динамо-ЦОП Москомспорт». Мастер спорта России.

## Биография
Выступает за клуб «Динамо-ЦОП Москомспорт» (до 2018 года назывался «ЦСП-Крылатское»), провела 131 игру с 2015 года и забила 8 голов (в том числе 5 с игры и 3 со штрафных угловых), отметилась 16 зелёными карточками и 14 жёлтыми карточками. Лучшая полузащитница Кубка Содружества 2017 года в Барановичах. За сборную России дебютировала в 2016 году под руководством Энтони Торнтона, всего сыграла 28 игр, единственный гол забила со штрафного углового в матче против Ирландии на чемпионате Европы 2019 года (Россия проиграла 2:3 и вылетела с турнира).